# Langvleugelnysius
De langvleugelnysius (Nysius cymoides) is een wants uit de onderfamilie Orsillinae en de familie van de bodemwantsen (Lygaeidae).

## Uiterlijk
De langvleugelnysius is een bruine wants, die 3,1 – 4,1 mm lang is. De soorten uit het geslacht Nysius zijn zeer moeilijk uit elkaar te houden. Het membraan (het doorschijnende deel) van het hemi-elytrum (de deels verharde voorvleugel) is vrij lang in vergelijking met andere soorten. De verhouding van de lengte van het membraan gedeeld door de resterende lengte van verschillende nysiussoorten (man – vrouw):
- Tijmnysius (Nysius thymi): 0,65 & 0,64;
- Heidenysius (Nysius ericae): 0,75 & 0,81;
- Kruiskruidnysius (Nysius senecionis): 0,76 & 0,79;
- Composietennysius (Nysius graminicola): 0,75 & 0,85;
- Langvleugelnysius (Nysius cymoides): 0,94 & 0,96 mm.[3] Hij is ook iets kleiner.

## Verspreiding en habitat
De soort is verspreid in West-Europa, het zuiden van Centraal-Europa, het Middellandse Zeegebied, het woestijngebied van Afrika, Arabië en Centraal-Azië.
Hij bewoont droge, hete gebieden met een steenachtige bodem of zandbodem. Vaak op plekken als zand- of steenafgravingen, braakliggende gronden.

## Leefwijze
Hij leeft op veel verschillende planten, maar heeft een voorkeur voor planten uit de composietenfamilie (Asteraceae), (bijvoorbeeld alsem (Artemisia), centaurie (Centaurea), fijnstraal (Erigeron). In het Middellandse Zeegebied kan de soort schadelijk zijn voor cultuurplanten. De jaarlijkse ontwikkelingscyclus is nog onduidelijk.